# Hans Kramer (forestier)
Ne doit pas être confondu avec Hans Kramer (homme politique).
Pour les articles homonymes, voir Kramer.
Hans Kramer (né le 13 juillet 1896 à Voigtshof (de), arrondissement de Rößel (de), (Varmie) et mort le 11 janvier 1982 à Lunebourg) est un forestier allemand. En tant que maître chasseur d'élans, il dirige de 1938 à 1945 l'Office forestier d'Elchwald avec sa réserve de chasse nationale de plus de 100 000 hectares sur la lagune de Courlande.

## Biographie
Hans Kramer est issu d'une vieille famille prussienne orientale d'exilés de Salzbourg. Son grand-père maternel est Theodor Tolki, citoyen d'honneur de Neidenburg. Son père, locataire du domaine et bailli Richard Kramer, éveille son amour de la nature dès sa petite enfance et l'initie à la chasse et à la pêche. Après le Collegium Fridericianum de Königsberg, il rejoint le 73e régiment d'artillerie de campagne au début de la Première Guerre mondiale.
Après la fin de la guerre, il étudie la foresterie à l'Académie forestière d'Eberswalde et à l'Académie de foresterie royale prussienne d'Hannoversch Münden (de). Il passe également quelques semestres à l'Université de Königsberg. Il termine son stage dans l'administration forestière de l'État prussien en 1924 avec le grand examen d'État forestier. Il travaille ensuite pendant un an comme assistant du directeur de son ancienne école à Eberswalde. En 1925, il prend la direction du département forestier de Pfeil dans l'arrondissement de Labiau, en Prusse-Orientale. Kramer rénove ce bureau forestier, situé à la limite nord des districts argileux lituaniens, en organisant le pré-inondation dans cette zone aux eaux souterraines élevées sur une grande surface et en provoquant une croissance étonnante des peuplements forestiers, libérés de la stagnation de l'eau. Chez le Grand Prophète (de), il devient « Bey de Szerszantinnen et Skierniewice ».

### Réserve d'élans

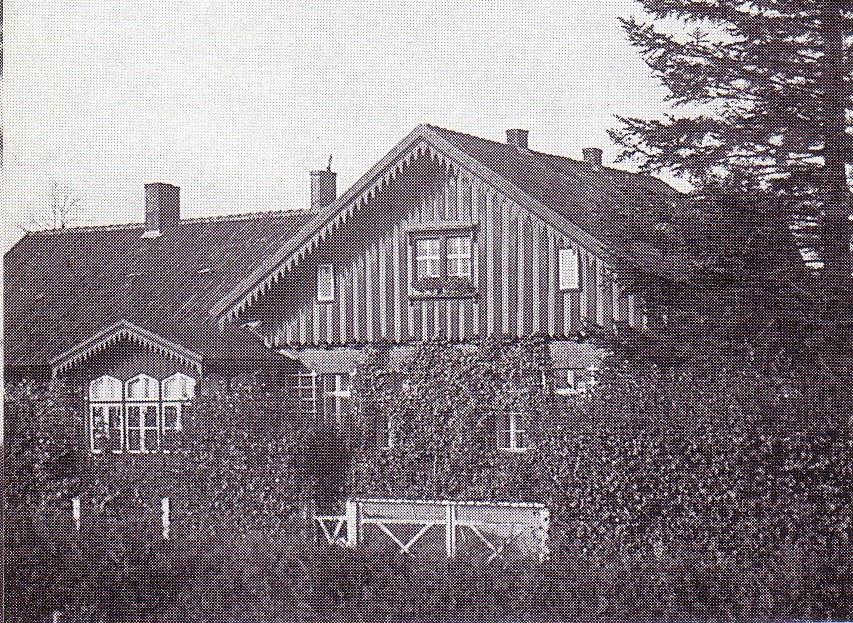
Bureau des Forêts de Pfeil

En plus de son travail forestier, Hans Kramer devient un excellent expert en matière d'élans. La plus grande espèce de cerf du monde est encore originaire de son bureau forestier et de la région environnante. Le maître chasseur du Reich Hermann Göring le nomme donc maître chasseur d'élans en 1937. À ce poste, qui n'est pas une autorité mais plutôt un rôle consultatif, Hans Kramer est responsable du soin de tous les élans allemands. La réglementation d'une période de trois ans complète de fermeture de la chasse à l'élan, que le haut président Ernst Siehr a instaurée de sa propre initiative, est une bénédiction.
Lors de la recréation de l'Office forestier d'Elchwald le 1er avril 1938, Kramer en reprend la direction avec le grade de forestier en chef. Dans sa double fonction de chef du département forestier et de maître chasseur d'élans, il contribue de manière significative à augmenter la population d'élans, qui a été menacée à plusieurs reprises d'extinction dans la région, à 1 400 en 1939. Kramer lui-même est un chasseur exceptionnel – le maître chasseur Ulrich Scherping (de) l'appelle un jour « le maître de la chasse ». Malgré les exigences de la chasse des invités allemands et étrangers, un effort réussi est réalisé pour parvenir à une synthèse de la chasse, de la conservation de la nature et de la foresterie dans la forêt d'élans.

### Période nationale-socialiste
Pour Kramer, l'adhésion au parti est inévitable dans son poste de haute direction dans le secteur forestier. En tant que membre du Stahlhelm, il est automatiquement accepté dans la SA après la prise du pouvoir par Adolf Hitler. Il est réserviste de la SA de 1933 à 1939 et également chef des troupes de la SA à partir de 1937. Le 1er juillet 1937, il demande son adhésion au NSDAP et est admis rétroactivement au 1er mai de la même année (numéro de membre 5 124 985) Cependant, cela est considéré comme une mesure purement protectrice : Kramer protége ses fonctionnaires de la persécution des organes du parti, ne fait jamais le « salut allemand » et souffre beaucoup des diverses demandes que les nationaux-socialistes lui adressent. Chaque fois que Göring lui rend visite à son bureau forestier, il met rapidement les meilleurs trophées dans le grenier et accroche à leur place des bois moyens afin de ne pas provoquer l'envie de chasse bien connue du Reichsjägermeister autoproclamé. Le Gauleiter Erich Koch en particulier n'est pas d'accord avec le chef forestier. Non seulement il empêche Kramer d'être promu au poste de forestier, mais il insiste également activement pour son licenciement, même s'il n'obtient pas gain de cause. En conséquence, Göring prend ses distances avec Kramer

### Période d'après-guerre
La Seconde Guerre mondiale prend fin pour Hans Kramer et sa famille en 1945 avec leur expulsion de leur patrie de Prusse-Orientale. Le forestier en chef est affecté à l'administration forestière de l'État de Basse-Saxe, où il travaille d'abord comme enseignant dans une école forestière et comme chef de l'office forestier de Neuhaus im Solling . En 1949, il reprend l'inspection forestière du Weserbergland de Hanovre et en 1954 l'inspection forestière de Brunswick-Campagne. Dans ces fonctions, il s'occupeé à nouveau de l'élimination des conditions d'eau défavorables et des problèmes de chasse. Il travaille intensivement pour garantir que la population de gibier dans les forêts reste faible, en fonction de la disponibilité des pâturages. En tant que spécialiste du recyclage du bois, Kramer s'occupe finalement d'une utilisation accrue du bois lamellé-collé de feuillus en collaboration avec l'Institut de recherche sur le bois de l'Université technique de Brunswick.
Après sa retraite en 1961, Kramer et Hans Loeffke (de) jouent un rôle clé dans la création du Musée de la chasse de Prusse-Orientale, qui devient le Musée d'État de Prusse-Orientale (de) à Lunebourg. Il publie également sous le titre Elchwald. Der Elchwald als Quell und Hort ostpreußischer Jagd, ses souvenirs cynégétiques et forestiers. Le livre est publié pour la première fois en 1963 dans le cadre de l' « Ostpreußen-Trilogie » de BLV Verlag (de).
Kramer est décédé à Lunebourg à l'âge de 85 ans. Son fils Horst Kramer (de) est professeur de foresterie à l'université Georges-Auguste de Göttingen.

## Honneurs
- Prix de littérature de l'Association allemande de protection de la chasse (de) (1963)

## Publication
- Elchwald. Land, Leute, Jagd, 3. Auflage. Jagd- und Kulturverlag, Sulzberg im Allgäu 1990,  (ISBN 3-925456-00-7)